# سرپتسه
سرپتسه (به صربی: Srpce) یک منطقهٔ مسکونی در صربستان است که در کوچوو واقع شده‌است. بر اساس سرشماری سال 2002 سرپتسه ۱۵۱ نفر جمعیت دارد.